# Мончадский, Александр Самойлович
Александр Самойлович Мончадский (19 марта 1897, Санкт-Петербург — 31 декабря 1974, Ленинград) — российский и советский энтомолог, паразитолог, эколог, специалист по кровососущим двукрылым. Один из наиболее авторитетных отечественных экологов и паразитологов XX века.

## Биография
Александр Самойлович родился в Санкт-Петербурге в семье провизора. Окончил Тенишевское училище, затем поступил в Лесной институт.
В 1916 году был призван в армию на русско-германский фронт. В 1918 году в Петроград и перевелся на биологическое отделение отделение Петроградского университета. Однако уже на следующий год Мончадский был вновь мобилизован в Красную Армию.
В 1921 году вернулся Петроградский университет и стал работать под руководством В. А. Догеля. Выполнил магистерскую диссертацию на тему: «Стигмальные пластинки личинок Culicidae».
С 1928 по 1930 годы работал научным сотрудником Петергофского естественно-научного института.
С 1924 года до конца жизни работал в Зоологическом институте АН СССР, исполнял обязанности секретаря Комиссии по изучению малярийных комаров.
В 1938 году защитил докторскую диссертацию по теме «Эволюция личинок и её связь с эволюцией взрослых насекомых в пределах семейства Culicidae».
С 1942 по 1974 года был руководителем отдела (позднее лаборатории) паразитологии, который был создан академиком Е. Н. Павловским.
В течение нескольких лет Мончадский работал на кафедре энтомологии, продолжая свои исследования в области морфологии, экологии и систематики личинок комаров.
В 1955 году подписал «письмо трёхсот».

## Научные достижения
Разрабатывал научные основы борьбы с кровососущими двукрылыми. Занимался изучением личинок кровососущих комаров. Результатом этих работ явился первый определитель личинок этого семейства палеарктической фауны. Изучал внутри- и межвидовых отношений комаров-хаоборид, произвел оценку вклада личинок этого семейства для уничтожения кровососущих комаров. В этих опытах было показано, что личинки рода Cryophyla не обладают избирательностью к пище и наряду с питанием личинками Culicidae, поедают также охотно и представителей своего собственного вида, а роды Choaborus и Mochlonyx при обилии пищи нападают преимущественно на личинок кровососущих комаров.
Научные исследования Мончадского были посвящены изучению экологии кровососущих двукрылых, в первую очередь представителей семейства Culicidae. Установил закономерности нападения гнуса на человека в зависимости от различных экологических факторов. Выделил два типа поведения самок кровососущих двукрылых.  Первый тип «поисковый лёт», при котором голодные самки покидают убежища и активно отыскивают объекты кровососания. Этот тип характерен для слепней и почти не выражен у мокрецов. Второй «подстерегающий тип», самки при этом прячутся в растительном ярусе или сидят на поверхности почвы. Если вблизи этого места проходит человек или животное, то самки вылетают и нападают на своих жертв, преследуя их по ходу движения. Этот тип наиболее характерен для мошек и кровососущих комаров и не наблюдается у слепней. Частным случаем подстерегающего лёта является «наползание», типичное для мокрецов.
Разработал оригинальную классификацию экологических факторов, которая основана на том, что адаптация организмов к факторам среды зависит от степени постоянства воздействия этих факторов. Эти факторы могут изменятся с некоторой периодичностью или быть не периодичными. Периодические факторы разделяются при этом на первичные и вторичные. К первичным периодическим факторам отнесены явления, связанные с вращением Земли — суточная смена освещенности, смена времен года. Вторичные периодические факторы формируются под влиянием первичных. К ним относятся режим влажности и температуры воздуха, количество осадков, продуктивность растительности (для травоядных животных), содержание растворенных газов в воде.
Мончадский разработал объективный и точный метод учета летающих кровососущих двукрылых при помощи «учетного колокола», который получил название «колокола Мончадского». Этот прибор представляет собой конусовидной чехол из белой бязи высотой 2 м и диаметром 1,4 м, который закрепляются над объектом-приманкой. Через некоторое время экспозиции, колокол опускают, а насекомых, оказавшихся в нем, отлавливают.
За цикл работ в области изучения паразитических насекомых в 1972 году Мончадскому присуждена «Золотая медаль им. Е. Н. Павловского».
Мончадский был главным редактором журнала «Защита растений» (с 1930 года) и «Паразитологического сборника» (с 1940 года). С 1967 года он — заместитель редактора журнала «Паразитология».

## Избранные публикации
- Мончадский А. С. Летающие кровососущие двукрылые — гнус: (Способы защиты и методы исследования). — Москва-Ленинград: Изд-во Академии наук СССР, 1952. — 68 с.
- Мончадский А. С. Личинки кровососущих комаров СССР и сопредельных стран. (Подсемейство Culicinae). — Москва-Ленинград: Изд-во Академии наук СССР, 1951. — 291 с.
- Мончадский А. С., Штакельберг А. А. Малярийные комары Таджикистана и меры борьбы с ними. — Сталинабад, 1943. — 95 с.
- Благовещенский Д. И., Брегетова Н. Г., Мончадский А. С. Активность нападения комаров в природных условиях и ее суточная ритм // Зоологический журнал. — 1943. — Т. 22, № 3. — С. 138—153.
- Ковров Б. Г., Мончадский А. С. О возможности применения поляризованного света для привлечения насекомых // Энтомологическое обозрение. — 1963. — Т. 42, № 1. — С. 49—55.
- Гуцевич А. В., Мончадский А. С., Штакельберг А. А. Комары: Семейство Culicidae. — Ленинград: Наука, 1970. — 384 с.
- Иванов А. В., Мончадский А. С., Полянский Ю. И., Стрелков А. А. Большой практикум по зоологии беспозвоночных. Типы: Кольчатые черви, Членистоногие. Учебное пособие для студентов биологических специальностей ун-тов. Ч. 2. — 3-е изд., переработанное и дополненное. — М.: Высшая школа, 1983. — 543 с.
- Быховский Б. Е., Козлова Е. В., Мончадский А. С., Наумов В. Д., Соколов А. С., Рыков Н.А., Терентьев П. В. Биология. Животные. 7-8 классы. Учебник / Под ред. М. А. Козлова. — 23-е изд. — М.: Просвещение, 1993. — 256 с. — ISBN 5-09-004388-4.

## Таксоны названные в честь Мончадского
В честь Мончадского назван род перьевых клещей Montchadskiana Dubinin, 1951 из семейства Pterolichidae и вид комаров Aedes montchadskyi Dubitsky, 1968.